# Lol Mohamed Shawa
Lol Mohamed Shawa (Mao, 15 de junio de 1939-Yamena, 15 de septiembre de 2019) fue político chadiano, presidente de su país en 1979.

## Biografía
Adherente al islam y miembro de la etnia kanembu, llegó al poder durante la guerra civil chadiana. El Movimiento Popular para la Liberación del Chad (MPLT), un grupo rebelde kanembu apoyado por Nigeria, junto con el gobierno central, las Fuerzas Armadas del Norte (FAN) y las Fuerzas Armadas del Pueblo (FAP) eran los principales combatientes. Cuando se organizó una conferencia de paz en Kano, Nigeria, el MPLT, que padecía la escasez de integrantes, eligió a Shawa para dirigir su delegación al encuentro.
Bajo la presión nigeriana, fue designado jefe del Gobierno Transicional de Unidad Nacional (GUNT) el 29 de abril de 1979, por las cuatro facciones presentes en Kano I. El GUNT incluía 21 ministerios, de los que 11 correspondían al norte y 10 al sur. Goukouni Oueddei, líder del FAP, se convirtió en ministro del Interior, Hissène Habré asumió el ministerio de Defensa, y Wadel Abdelkader Kamougué, líder de las Fuerzas Armadas chadianas (FAT), la vicepresidencia. Pero el gobierno transicional excluía a todas las fuerzas prolibias; como resultado, se formó un gobierno rival, apoyado por Muammar al-Gaddafi; se denominó el Consejo Democrático Revolucionario, y fue encabezado por Arab Ahmat Acyl.
El problema del gobierno rival, y la resistencia del gobierno transicional a la influencia nigeriana, llevó a dos nuevas conferencias de paz, esta vez en Lagos, Nigeria. El 21 de agosto, se firmó un acuerdo entre ambas facciones, incluido el CDR; fue conocido como el Acuerdo de Lagos. El acuerdo llevó al desplazamiento de Shawa por Oueddei como jefe del gobierno transicional, acto que se cumplió el 3 de septiembre.

## Años posteriores
Shawa sirvió como ministro en el gobierno de Habré, iniciado en 1982. Idriss Déby derrocó a Habré en 1990, y cuando legalizó los partidos políticos en 1992, uno de ellos fue la Reunión para la Democracia y el Progreso (RDP) de Shawa, con base sobre todo en la región Kanem. Entre el 15 de enero y el 7 de abril de 1992, se celebró una conferencia que puso fin a la guerra civil; una de las decisiones de la conferencia fue formar un cuerpo legislativo transicional, el Consejo Superior de la Transición (CST), compuesto por 57 miembros, y que tuvo a Shawa como su presidente. 
En junio de 1996, tuvieron lugar las primeras elecciones presidenciales multipartidistas en la historia de Chad. Shawa se ubicó quinto, con el 5,93 % de los votos, mientras que Déby ganó en la segunda vuelta, celebrada en julio. En las siguientes elecciones presidenciales, realizadas en 2001, el RDP apoyó a Déby, y el partido obtuvo 12 escaños (de un total de 155) en la Asamblea Nacional de Chad. Sin embargo, en 2005, durante el referéndum constitucional sobre la eliminación del límite para los mandatos presidenciales, Shawa y su partido boicotearon los comicios.
Shawa fue el presidente del grupo parlamentario del RDP en la Asamblea Nacional.
Luego de un acuerdo en agosto de 2007 entre los partidos políticos en el marco de las preparaciones para una nueva elección parlamentaria en 2009, Shawa presidió un comité encargado de supervisar la implementación de dicho pacto.
De acuerdo al RDP, el 3 de febrero de 2008, durante una batalla entre fuerzas del gobierno y rebeldes por el control de Yamena, Shawa fue arrestado por miembros de la guardia presidencial, que "actuaron con increíble brutalidad", y se lo llevaron en el fondo de un camión.
Luego de expresiones internacionales de preocupación en relación con el destino de Shawa y de otros dos políticos de oposición (Ibni Oumar Mahamat Saleh y Ngarlejy Yorongar) que también fueron reportados como detenidos, el ministro del Interior, Ahmat Mahamat Bachir, dijo el 14 de febrero que Shawa había sido "hallado" y que se encontraba con vida. Ese mismo día, el ministro francés de Asuntos Exteriores, Bernard Kouchner, dijo que el embajador de Francia en el Chad había sido autorizado a visitar a Shawa, quien estaba alojado en una prisión militar. 
| Predecesor: Goukouni Oueddei | Jefe de Estado de la República de Chad (Presidente del Gobierno de Unidad Nacional de Transición) 1979 | Sucesor: Goukouni Oueddei |